# Eduard Marxsen

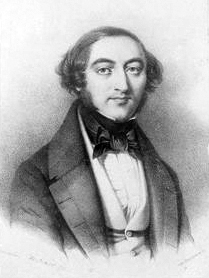
Eduard Marxsen (omkring 1840).

Eduard Marxsen, född den 23 juli 1806 i Altona, död där den 18 november 1887, var en tysk pianist och tonsättare.
Marxsen var elev till Ignaz von Seyfried i kontrapunkt och till Carl Maria von Bocklet i pianospelning. Han vann utmärkt erkännande som pianist och tonsättare. Marxsen
var även verksam som musikpedagog. Bland hans elever bör nämnas Johannes Brahms. Marxsen komponerade symfonier, ouvertyrer och sånger.